# Butch i Sundance – Lata młodości
Butch i Sundance – Lata młodości – amerykański western z 1979. Prequel filmu Butch Cassidy i Sundance Kid pokazujący ich młode lata.

## Obsada
- William Katt – Sundance Kid/Harry Alonzo Longabaugh
- Tom Berenger – Butch Cassidy/Robert Leroy Parker
- Jeff Corey – Szeryf Ray Bledsoe
- John Schuck – Kid Curry/Harvey Logan
- Michael C. Gwynne – Mike Cassidy
- Peter Weller – Joe Le Fors
- Brian Dennehy – O.C. Hanks
- Christopher Lloyd – Bill Tod Carver
- Jill Eikenberry – Mary Parker
- Joel Fluellen – Jack
- Regina Baff – Ruby

i inni

## Nagrody i nominacje
Oscary za rok 1979
- Najlepsze kostiumy – William Ware Theiss (nominacja)